# Terroranschlag in Sarajevo (2015)

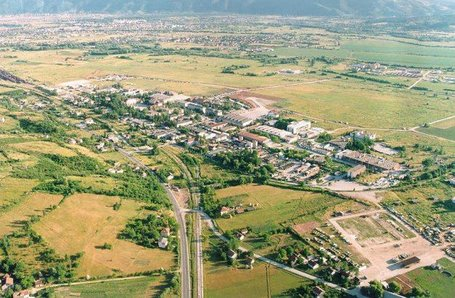
Feldlager Rajlovac (1999)

Der Terroranschlag in Sarajevo war ein am 18. November 2015 durch einen Islamisten verübtes Attentat mit terroristischem Hintergrund in Rajlovac (nahe dem Feldlager Rajlovac), einem Vorort der bosnisch-herzegowinischen Hauptstadt Sarajevo.

## Ablauf
Der in Frankreich geborene 34-jährige Enes Omeragić erschoss in einem Wettlokal die zwei Militärpolizisten Armin Salkić und Nedeljko Radić mit einem Sturmgewehr und verletzte einen weiteren. Der Attentäter beschoss auch einen Omnibus und verletzte dadurch weitere Personen. Während seines Amoklaufs soll er Koranverse rezitiert und „Allahu Akbar“ gerufen haben.
Danach verbarrikadierte sich Omeragić in seinem eigenen Haus im etwa paar Kilometer entfernten Vorort Sokolje. Nachdem die Sonderpolizei das Anwesen in der Nacht umstellt hatte, sprengte er sich mit einer Bombe selbst in die Luft. Die Staatsanwaltschaft sprach von einem Terrorakt.

## Täter
Omeragić galt als Salafist, nach anderen Quellen als Anhänger der Wahhabitenbewegung. Er sei zudem vorbestraft gewesen. Auch Verwandte sollten radikal sein. Der bosnische Vize-Verteidigungsminister Emir Suljagić verurteilte den Anschlag. Islamistische Extremisten waren in den vergangenen Jahren für mindestens drei weitere Attentate in dem Land verantwortlich. Beim Bombenanschlag auf eine Polizeistation in Bugojno 2010 starb ein Polizist, beim Angriff auf die US-Botschaft in Sarajevo 2011 kam niemand zu Schaden, bei einer Attacke auf eine Polizeiwache in Zvornik im April 2015 wurde ein Beamter getötet.